# Nokia 5000
Il Nokia 5000 è un telefonino prodotto dall'azienda finlandese Nokia e messo in commercio nel 2008.

## Caratteristiche
- Dimensioni: 106 x 46 x 11 mm
- Massa: 74 g
- Risoluzione display: 320 x 240 pixel a 65 536 colori
- Durata batteria in conversazione: 4 ore
- Durata batteria in standby: 336 ore (14 giorni)
- Fotocamera: 1.3 megapixel
- Memoria: 12 MB
- Bluetooth